# アトラクティブ デッキ ポーカー
アトラクティブ　デッキ　ポーカーは、2007年にセガから発売されたシングルメダルゲーム。クラブ　マジェスティの6機種のうちの1つである。

## 基本ルール
ワイルド1枚を含む53枚デッキで行われるスタッドポーカー。
ジョーカーが出現するか、2ペア以上の役が成立すると配当が支払われ、後述のダブルアップゲームに挑戦できる。
ワイルドカードが出現し、そのカード上のコインがＷＨＥＥＬに変化すると「フリープレイフィーチャー」がスタートする。
「フリープレイフィーチャー」は大役の出来やすい３つの専用デッキの1つを使用する。
5回のフリープレイ終了後、継続抽選を行う。

## ダブルアップゲーム
ダブルアップゲームは、プレイヤーは52枚デッキ、ディーラーは3を除く48枚デッキを使用する。プレイヤーは5枚のカードのうち1枚を選び、そのカードがディーラーより強ければ配当が2倍となる。また、勝敗に関わらずプレイヤーの5枚のカードでJのスリーカード以上が成立すれば、スペシャルボーナスを獲得できる。(最高10万枚)